# 제주 상효동 한란 자생지
제주도의 한란 자생지는 대한민국의 천연기념물이다. 천연기념물 191호인 한란 자생지를 보호하고자 지정되었다.
한란은 개화기가 보통 12~1월로 , 추울때 꽃이 핀다고 하여 한란(寒蘭)이라고 불린다.
한란은 동북아시아 온대기후대의 표식종으로 제주도는 한란자생의 북한계지이다.
제주 상효동 등 돈내코(영천천) 계곡 일부에 위치하고 있다.

## 같이 보기
- 제주 삼도 파초일엽 자생지

## 참고
- 문화재청
- 제주도의 한란 자생지 보관됨 2007-09-29 - 웨이백 머신 - 남북의 천연기념물
- 제주도의 한란 자생지 - 문화재청